# Symmetroctena pachydesma
Symmetroctena pachydesma là một loài bướm đêm trong họ Geometridae.